# Bitwa o Zambrów (1939)
Bitwa o Zambrów – wrześniowe walki 18 Dywizji Piechoty przebijającej się za Bug.

## Położenie wojsk
Wojska niemieckie
10 września oddziały XIX Korpusu gen. Heinza Guderiana przełamały polską obronę pod Wizną.
Na forty w Piątnicy nacierały oddziały 10 Dywizji Pancernej, pododcinek „Nowogród” szturmowała 21 Dywizja Piechoty, Ostrów Mazowiecką zajęła 12 Dywizja Piechoty, a na odcinek „Wizna” nacierały jednostki pancerne i piechoty zmotoryzowanej. Rozbite pod Jakacią oddziały grupy pancernej z dywizji „Kempf” odeszły na Ostrów Mazowiecką. Jednostki niemieckie operowały też od strony zachodniej na kierunkach Kleczkowo i Miastkowo.
W czasie, kiedy dowódca Samodzielnej Grupy Operacyjnej „Narew” gen. bryg. Czesław Młot-Fijałkowski precyzował zadanie dla 18 Dywizji Piechoty, Niemcy zajęli Zambrów i ugrupowali obronnie w tym rejonie gros sił 20 Dywizji Zmotoryzowanej. Część tej dywizji znajdowała się w rejonie Ciechanowca, a po szosie Zambrów-Czyżew przemieszczały się nieprzyjacielskie patrole i oddziały zmotoryzowane.
Położenie oddziałów 18 DP
Ugrupowanie dywizji było następujące:
- 33 pułk piechoty wsparty III/18 pal, obsadzał odcinek „Łomża” i znajdował się w bezpośredniej walce z nieprzyjacielem. I batalion walczył na przedmościu „Łomża”, II batalion bronił ośrodka „Jednaczewo”, a III batalion walczył na odcinku „Nowogród”.
- 42 pułk piechoty, wzmocniony I/18 pal, znajdował się w rejonie rzeki Ruż. Po wykonaniu kontrataku na korzyść III/33 pp, bataliony I i II 42 pp odchodziły w kierunku na południe od Nowogrodu, natomiast III batalion oraz batalion ON „Ostrołęka” zamykały przeprawy na rzece Ruż, będąc w bezpośredniej styczności z patrolami przeciwnika.
- 71 pułk piechoty dozorował odcinek „Kleczkowo”. Jego bataliony II i III rozlokowane były w okolicznych lasach Zawady, Poczynki i Żyznowo. I batalion znajdował się w rejonie m. Jakać, po wykonaniu udanej akcji zaczepnej na niemiecką kolumnę pancerną.
- 3 pułk strzelców konnych stanowił osłonę południowego skrzydła dywizji i zgrupował się z rejonie Śniadowa.

## Działania dywizji w rejonie Zambrowa
Zadanie 18 Dywizji Piechoty
W godzinach popołudniowych 10 września dowódca SGO „Narew” gen. Młot-Fijałkowski poinformował dowódcę 18 Dywizji Piechoty płk. Stefana Kosseckiego, że zarządzony jest odwrót SGO przez Bug w kierunku Brześcia.
18 Dywizja Piechoty miała oderwać się od nieprzyjaciela i maszerować przez Zambrów–Czyżew na Nur, gdzie znajdował się most na Bugu, zorganizować tam przyczółek obronny i czekać na dalsze rozkazy.

Gen. Młot-Fijałkowski oświadczył:

„Zadanie zostaje bez zmian, będziecie musieli siłą otworzyć sobie drogę przez Zambrów. Ja udaję się natychmiast do gen. Podhorskiego i wydam polecenie, by Suwalska BK osłoniła po wschodniej stronie Czerwonego Boru wasz odwrót. Przyśle ona do Was oficera łącznikowego. Ja będę przy Podhorskim”.

Dowódca 18 DP postanowił o świcie 11 września zająć Zambrów siłami 71 pp. Pułk wzmocnił II/18 pal oraz częścią 18 dywizjonu artylerii ciężkiej.
Działania pododdziałów ubezpieczeń
Około 4.00 szpica czołowa 71 pp dochodziła do Tabędza. Będący w straży przedniej płk Kossecki nakazał uderzyć III/71 pp z podstawy wyjściowej w rejonie wschodni skraj lasu Zakrzewo Stare na Jabłoń Pruszki. Gdyby straży przedniej nie udało się zdobyć Zambrowa, miało nastąpić uderzenie całego 71 pułku piechoty.
W tym czasie dowódca piechoty dywizyjnej płk Aleksander Hertel udał się do Baczy Mokrych i polecił dowódcy 33 pp ppłk. Lucjanowi Stankowi zorganizować jak najszybciej oddział, który będzie ubezpieczał natarcie III/ 71 pp od północy. Dowódca 33 pp sformował dwa oddziały: jeden pod dowództwem kpt. Jerzego Palęckiego i drugi pod dowództwem por. Kazimierza Smagowicza. Oddział kpt. Palęckiego wyruszył około 7.00 i godzinę później osiągnął las na północny zachód od wzgórza 128.5, a oddział por. Smagowicza około 9.00 dotarł do Śledzi i był w gotowości wsparcia działań na Zambrów lub ich osłony przed oskrzydlającym uderzeniem Niemców.
O 6.00 ruszyło natarcie III batalionu mjr. Jakuba Fobera, wsparte ogniem 6/18 pal i działonów 18 dac. Na południowy wschód od lasu Zakrzewo Nowe i wzgórza 131, na drogę Zakrzewo Nowe-Pruszki Jabłoń, Niemcy położyli zmasowany ogień z cekaem-ów i artylerii. Natarcie utknęło. Około 7.00 dowódca szwadronu kawalerii dywizyjnej por. Roszkowski przesłał meldunek do dowódcy dywizji o opanowaniu Sędziwuj. Patrole stwierdziły, że Niemcy obsadzili cmentarz, wzgórze 131 na zachód od koszar i koszary w Zambrowie. Na podstawie osobistej obserwacji pola walki i nadesłanych meldunków, dowódca dywizji ocenił, iż nieprzyjaciel z obu skrzydeł usiłuje zagrodzić drogę odejścia dywizji.
Natarcie całością sił będących w dyspozycji dowódcy 18 DP
Zadania batalionów
W tej sytuacji dowódca dywizji, przebywający wraz z dowódcami wezwanymi na odprawę przy drodze Tabędz–Zambrów, wydał zarządzenie do natarcia zbieżnego na Zambrów całością sił, które posiadał w dyspozycji.
Brzmiało ono następująco:
- III/71 pp wznowi dotychczasowe natarcie, zajmie Pruszki i północno-zachodni skraj Zambrowa oraz ubezpieczy zgrupowanie uderzeniowe od północy i wschodu.
- I/71 pp, wzmocniony kompanią techniczną, uderzy ze skraju Sędziwuj i opanuje środkową część Zambrowa, po czym przejdzie do obrony na wschodnim skraju miasta, zamykając wyloty szos na Białystok i na Cieciorki–Wizna. Wsparcie ogniowe obu batalionom zapewni 5 bateria 18 pal i 18 dac, ze stanowisk ogniowych w Starym Zakrzewie.

- II/71 pp uderzy z podstawy wyjściowej strzelnica – cegielnia i opanuje koszary w Zambrowie, następnie przejdzie do obrony tego rejonu od południa i od wschodu w kierunku na Wysokie Mazowieckie. Bezpośrednie wsparcie zapewni 4 bateria 18 pal.

- Na północy oddziały wydzielone 33 pułku piechoty opanują i obsadzą wzgórze 128.5 oraz północno-wschodnią część Nagórek Jabłoni i utrzymają łączność taktyczną z III/71 pp, ubezpieczając go z kierunku północnego.

Powyższe zarządzenie zostało wysłane do nieobecnych na odprawie dowódców: dowódcy piechoty dywizyjnej i dowódcy 33 pp, będących w rejonie Baczy Mokrych, i dowódcy 42 pp w Sierzputach Markach.
Otrzymawszy rozkaz do ogólnego natarcia 71 pp na Zambrów, dowódca piechoty dywizyjnej płk Hertel wydał zarządzenia dowódcy 33 pułku piechoty. Pododdziały 33 pp zajęły podstawy wyjściowe do natarcia:
- oddział kpt. Palęckiego – 140 żołnierzy z plutonem ckm i działonem 7 baterii na skraju lasu, na północ od Śledzi[15];
- oddział por. Smagowicza w sile 120 ludzi z plutonu ppanc i plutonu pionierów z resztą 7 baterii– na wzniesieniu na południowo-wschodnim skraju Śledzi[15].

Linię rozgraniczenia między nimi stanowiła szosa Łomża–Zambrów;
- 4 kompania 33 pp pozostała w odwodzie, a jeden z plutonów kompanii obsadził rozwidlenie szosy łomżyńskiej z szosą na Poryte-Jabłoń, z zadaniem ubezpieczenia z kierunku północno-wschodniego.

Walki batalionów
Natarcie wznowiono około 10.00. Bataliony natrafiły jednak na zorganizowany, silny ogień i zaległy. Dopiero wysunięcie do przodu ciężkiej baterii haubic i odprzodkowanie jej w odległości do 1000 m od stanowisk nieprzyjaciela oraz wykonanie nawał ogniowych umożliwiło rozwinięcie natarcia.
Natarcie posuwało się w terenie otwartym, co spowodowało, że oddziały poniosły krwawe straty. Do południa zdołano opanować Pruszki, Jabłoń, Sędziwuje. Na tej pozycji 71 pp przeszedł do obrony przejściowej, odpierając wciąż ponawiane kontrataki niemieckie.
Około 10.00 do natarcia ruszył oddział por. Smagowicza. W wyniku zmasowanego ognia ckm i moździerzy, zaległ kilkaset metrów od linii wyjściowej do natarcia. Wówczas w sukurs przyszła artyleria. Dowódca 7/18 pal ppor. Marian Aseńko wyprowadził działa i ogniem na wprost zniszczył stanowiska ogniowe przeciwnika. Umożliwiło to kpt. Palęckiemu zajęcie wzgórza 128.5. Wzięto przy tym jeńców i zdobyto pewne ilości sprzętu. Po opanowaniu wzgórza, oddział kontynuował natarcie i zajął Nagórki, a około 13.00 osiągnięto skraj Zambrowa. Tam nawiązano łączność z lewym skrzydłem 71 pułku piechoty. W toku dalszych walk oddział kpt. Palęckiego, przy dużych stratach, osiągnął około 14.00 Nagórki. W czasie przegrupowania pododdziałów na zdobytych rubieżach, jednostki niemiecki wyprowadziły kontratak w kierunku na Pruszki – wzgórze 133. Oddziały polskie zaczęły się wycofywać w kierunku na Zakrzewo Stare.
Walkę tak opisuje kpt. Jerzy Palęcki:

„Obrona nieprzyjaciela w rejonie mego działania obejmowała nie tylko wzgórze ze stogami, ale rozciągała się na prawo i lewo od szosy, gdzie również znajdowała się broń maszynowa nieprzyjaciela. Co prawda bardzo kąśliwe były cekaemy z rejonu stogów, ale poza wsparciem dział baterii III dywizjonu 18 palu działały na moją korzyść 2 cekaemy prawego natarcia. Efekty działania 3 działonów 7 baterii widziałem osobiście i pomimo strat poniesionych przez baterię uważam, że bez tego działania dalsze natarcie nie mogłoby ruszyć. Nieprzyjaciel był skonsternowany zaistniałą sytuacją, a ja w natarciu widziałem bezpośrednie efekty działania tej baterii, która przecież strzelała nie tylko na wzgórze 128.5, ale również na inne cele. Przebiegałem obok rozkwaszonych Niemców, porozbijanej broni, wielu rannych, którym, niestety, nie mógł nikt pomocy udzielić. Pamiętam młodego Niemca, który dostał w głowę odłamkiem pocisku artyleryjskiego, który wołał słabnącym głosem: Mutti, Mutti; następny miał wyrwane całe krocze. Na prawo i lewo ode mnie leżało wiele ciał poległych i wielu rannych. Jeżeli ogień artylerii nie zniszczył cekaemów w rejonie stogów, to je z całą pewnością obezwładnił nawałą ognia”.

Przy wsparciu dział 7 baterii 18 pal grupa por. Smagowicza z 33 pp zajęła Pruszki, a o godz. 13.00 osiągnęła cmentarz żydowski w Zambrowie, nawiązując tu kontakt z lewym skrzydłem 71 pp.
Również około 10.00 wznowił natarcie, wsparty ogniem 18 dac oraz baterią 18 pal, III batalion 71 pułku piechoty. Do 12.00 osiągnął Pruszki, a potem północno-zachodnią część Zambrowa. Jednak kontratak niemiecki odrzucił batalion na wysokość wzgórza 133, a kolejny wyprowadzony około 14.00 z użyciem broni pancernej zepchnął III batalion w rejon Zakrzewa. O 16.00 Niemcy podjęli próbę zajęcia Zakrzewa. Godzinę później wycofali się do Zambrowa. W ciągu tego dnia batalion poniósł ciężkie straty, poległ dowódca 8 kompanii por. Stanisław Świstek.
Na Zambrów z powodzeniem nacierał I batalion 71 pułku piechoty. Mimo silnego ognia nieprzyjacielskich ckm, około 12.00 osiągnął on rynek w Zambrowie. Wykonanie zadania okupił ciężkimi stratami. Polegli m.in. dowódca 1 kompanii kpt. Romuald Kudukis i dowódca kompanii ckm kpt. Władysław Dąbrowski. Około 14.00 Niemcy wyprowadzili kontratak w wyniku którego polskie oddziały zostały wyparte z Zambrowa. Straty batalionu wyniosły ponad 50%. Około 17.00 dowódca pułku wycofał batalion z walki i skierował go do Sędziwuj.
II batalion 71 pp, maszerując około 8.30 na pozycję wyjściową do natarcia na koszary w Zambrowie, został ostrzelany z rejonu lasu Długobórz. Idąca w szpicy 4 kompania odpowiedziała ogniem. Okazało się, że „walczono” z III szwadronem 1 pułku ułanów. Obie strony poniosły znaczne straty. Zginął dowódca 1 puł płk Jan Litewski. Po tym incydencie 1 puł wycofał się do lasu Osowiec i nie wziął udziału w walkach o Zambrów. Po uporządkowaniu pododdziałów batalion wznowił natarcie. Poniósł przy tym ciężkie straty i przeszedł do obrony. Poległ dowódca batalionu mjr Stanisław Knapik. Około 14.00 Niemcy rozpoczęli wielokrotnie ponawiane kontrataki, które zostały odparte. Około 17.00 dowódca pułku wycofał batalion w rejon Krajewa Korytek.
Koniec walk o Zambrów
O 15.00 płk Kossecki otrzymał rozkaz od dowódcy SGO „Narew” przerwania natarć na Zambrów i wycofania się nocą przez Czyżew, Nur za Bug.

## Epilog
O bitwie pod Zambrowem tak pisze w swoich wspomnieniach zawartych w książce Mit den Panzern in Ost und West niemiecki dowódca płk Kraiss:

„11 września między godz. 6 a 7 Polacy natknęli się na północny zachód od Zambrowa na 2 batalion, który tam zajmował stanowiska. Polacy natarli wielokrotną przewagą. Rozpoczęła się ciężka walka. 2 batalion przyjmuje uderzenie, musi jednak powoli – zagrożony od obu skrzydeł – wycofać się do Zambrowa. Tam przychodzą z pomocą ciężko krwawiącemu batalionowi dwa nowe bataliony pułku piechoty „Y”, które dopiero co przybyły z Wizny samochodami. Trzy dywizjony artylerii wkraczają do walki. Moc polskiego natarcia słabnie i stopniowo rozpada się na drobne starcia. Przeciwnatarcie dwu batalionów w pierwszych godzinach popołudniowych zatrzymuje ostatecznie natarcie polskie. Polska próba przebicia się pod Zambrowem nie udała się”.

Zambrów nie został zdobyty przez 18 Dywizję Piechoty i nie została odblokowana droga odwrotu na Nur. Nie doszło do współdziałania Suwalskiej BK z 71 pułkiem piechoty w natarciu na miasto. 1 i 3 pułk ułanów przeszły do lasu na zachód od Osowca, gdzie zorganizowały obronę okrężną. Na kierunku Zambrowa przeciwnik uzyskał zdecydowaną przewagę. W pododdziałach polskich brakowało amunicji, dawało się we znaki zmęczenie, wielu żołnierzy poległo.